# Füssen
Füssen is een plaats in de Duitse deelstaat Beieren, gelegen in de Landkreis Ostallgäu aan de Lech tussen de Ammergauer en de Allgäuer Alpen en ligt op 833 meter boven de zeespiegel. De stad telt 15.538 inwoners. Füssen is mede bekend dankzij de zwavelbronnen van Bad Faulenbach. De stad is eindpunt van de beroemde Romantische Straße.

## Geschiedenis
In het gebied om Füssen zijn sporen van nederzettingen uit het Paleolithicum gevonden. Voordat de Romeinen er in 15 v.Chr. kwamen, woonden er Keltische stammen. De Romeinen trokken het gebied bij de provincie Rethië, waar de Via Claudia Augusta doorheen liep. Op de huidige Schlossberg bouwden zij een castellum ter verdediging tegen aanvallen van de Alemannen die desondanks kort daarop het gebied innamen. De moderne stad is ontstaan uit een 8e-eeuws klooster van de heilige Magnus, in de volksmond St. Mang genoemd. Tegen het eind van de 12e eeuw kreeg Füssen stadsrechten en vanaf 1313 hoorde het bij het bisdom Augsburg. In 1802 kwam de stad toe aan Beieren; in 1921 werd de aangrenzende gemeente Faulenbach met Füssen verenigd.

## Bezienswaardigheden

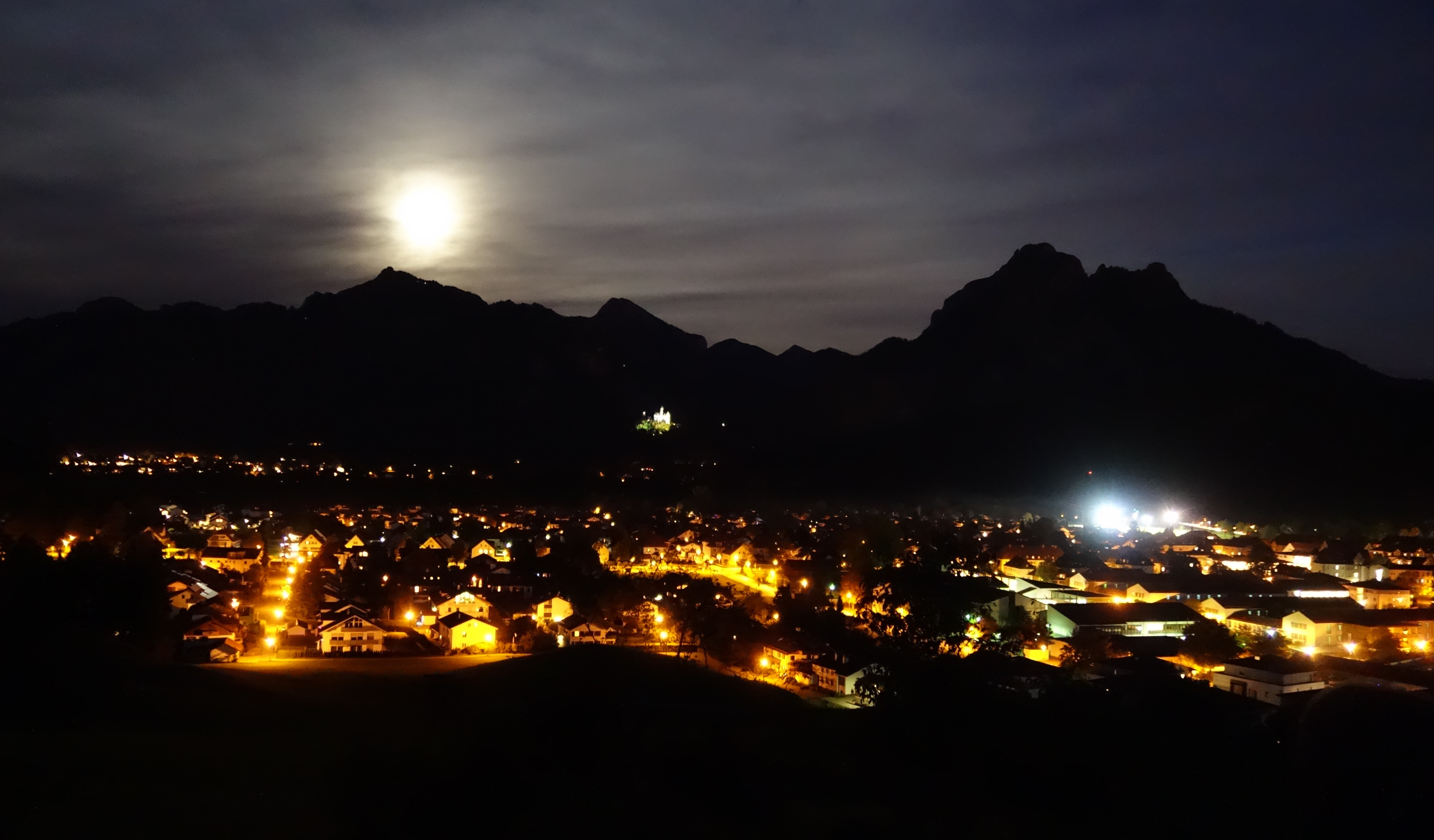
Füssen bij nacht met bergen Tegelberg (links) en Säuling (rechts); in het midden Slot Neuschwanstein

- Op een steile rots verheft zich boven de stad het 'Hohe Schloss' (13e-16e eeuw), de voormalige zomerresidentie van de Augsburger vorstbisschoppen, thans kantongerecht. Het slot heeft onder meer een ridderzaal, een slotkapel en een schilderijenverzameling.
- De in 728 gestichte benedictijner abdij St. Mang, waarvan de noordelijke vleugel het stadhuis herbergt in een ander gedeelte een streekmuseum, de 'Furstensaal' en de 'Papstzimmer' (pauselijke kamer). Beroemd is ook de zgn. Füssener Totentanz van Jakob Hiebeler, een van de oudste dodendansen in Beieren.
- De barokke Stadtkirche is het eerste werk van de plaatselijke bouwmeester Herkomer.
- De Spitalkirche Heilig Geist is gekend voor zijn gevel versierd met Lüftlmalerei.
- Westelijk de stadswijk Bad Faulenbach met warme zwavelbronnen en de bijbehorende baden en kuren.
- 1 km noordelijk van Füssen ligt het door opstuwing van de Lech ontstane Forggensee.

- Slot Neuschwanstein (965 m boven NN), het 'sprookjeskasteel' van koning Ludwig II met zijn torens en tinnen, ligt 5 kilometer ten oosten van de stad in het dorpje Hohenschwangau.

## Geografie
Füssen heeft een oppervlakte van 43,52 km² en ligt in het zuiden van Duitsland.

## Geboren in Füssen
- Michael Greis (1976), voormalig biatleet

Aitrang ·
Baisweil ·
Bidingen ·
Biessenhofen ·
Buchloe ·
Eggenthal ·
Eisenberg ·
Friesenried ·
Füssen ·
Germaringen ·
Görisried ·
Günzach ·
Halblech ·
Hopferau ·
Irsee ·
Jengen ·
Kaltental ·
Kraftisried ·
Lamerdingen ·
Lechbruck a.See ·
Lengenwang ·
Marktoberdorf ·
Mauerstetten ·
Nesselwang ·
Obergünzburg ·
Oberostendorf ·
Osterzell ·
Pforzen ·
Pfronten ·
Rettenbach a.Auerberg ·
Rieden ·
Rieden am Forggensee ·
Ronsberg ·
Roßhaupten ·
Rückholz ·
Ruderatshofen ·
Schwangau ·
Seeg ·
Stötten a.Auerberg ·
Stöttwang ·
Unterthingau ·
Untrasried ·
Waal ·
Wald ·
Westendorf